# Tâm trạng
Trong tâm lý học, tâm trạng là một trạng thái cảm xúc. Ngược lại với cảm xúc hay ảnh hưởng, tâm trạng ít cụ thể hơn, ít căng thẳng hơn và ít có khả năng bị kích động hoặc bị kích thích bởi một sự kích thích hoặc sự kiện đặc biệt. Tâm trạng thường được mô tả là có giá trị dương hoặc âm. Nói cách khác, mọi người thường nói về tâm trạng tốt hoặc tâm trạng xấu.
Tâm trạng cũng khác với tính khí hoặc tính cách thậm chí còn tồn tại lâu dài hơn. Tuy nhiên, các đặc điểm tính cách như lạc quan và thần kinh có khuynh hướng đặt ra một số loại tâm trạng nhất định. Rối loạn tâm trạng lâu dài như trầm cảm và rối loạn lưỡng cực được coi là rối loạn tâm trạng. Tâm trạng là trạng thái chủ quan nhưng thường có thể thể hiện qua các tư thế và các hành vi khác. "Chúng ta có thể chuyển vào một tâm trạng bởi một sự kiện bất ngờ, từ hạnh phúc khi nhìn thấy một người bạn cũ đến sự tức giận khi phát hiện sự phản bội của bạn tình. Chúng ta cũng có thể bị rơi vào một tâm trạng nào đó."
Nghiên cứu cũng cho thấy tâm trạng của một người có thể ảnh hưởng đến cách họ xử lý quảng cáo. Các nhà nghiên cứu thấy rằng tâm trạng khi tương tác với giới tính có ảnh hưởng đến việc xử lý thông tin của người tiêu dùng.

## Phân loại

### Tâm trạng tích cực
Tâm trạng tích cực có thể được gây ra bởi nhiều khía cạnh khác nhau của cuộc sống cũng như có những ảnh hưởng nhất định đối với con người nói chung. Tâm trạng tốt thường được coi là một trạng thái không có nguyên nhân xác định; mọi người không thể xác định chính xác lý do tại sao họ có tâm trạng tốt. Mọi người dường như trải nghiệm một tâm trạng tích cực khi họ xóa hết trạng thái cũ, đã có một giấc ngủ đêm tốt, và cảm thấy không có cảm giác căng thẳng trong cuộc sống của họ.
Đã có nhiều nghiên cứu được thực hiện về ảnh hưởng của cảm xúc tích cực đến tâm thức nhận thức và có suy đoán rằng tâm trạng tích cực có thể ảnh hưởng đến tâm trí chúng ta theo những cách tốt hay xấu. Nói chung, tâm trạng tích cực đã được tìm thấy để tăng cường giải quyết vấn đề sáng tạo và suy nghĩ linh hoạt nhưng cẩn thận. Một số nghiên cứu đã nói rằng tâm trạng tích cực cho phép mọi người nghĩ một cách sáng tạo, tự do và trở nên giàu trí tưởng tượng hơn. Tâm trạng tích cực cũng có thể giúp các cá nhân trong các tình huống trong đó suy nghĩ nặng nề và động não có liên quan. Trong một thử nghiệm, các cá nhân đã được gây ra với một hiệu suất tăng cường tâm trạng tích cực trên Remote Associates Task (RAT), một nhiệm vụ nhận thức đòi hỏi phải giải quyết vấn đề sáng tạo. Hơn nữa, nghiên cứu cũng cho thấy rằng trong một tâm trạng tích cực mở rộng hoặc mở rộng bề rộng của sự lựa chọn chú ý sao cho thông tin có thể hữu ích cho nhiệm vụ trong tay trở nên dễ tiếp cận hơn để sử dụng. Do đó, khả năng tiếp cận lớn hơn của thông tin liên quan tạo điều kiện giải quyết vấn đề thành công. Tâm trạng tích cực cũng tạo điều kiện chống lại sự cám dỗ, đặc biệt là liên quan đến các lựa chọn thức ăn rác.
Tâm trạng tích cực cũng đã được chứng minh là có tác dụng tiêu cực đối với nhận thức. Theo bài báo "Tâm trạng tích cực có liên quan đến việc mất tập trung có chủ đích", "Cũng có bằng chứng cho thấy các cá nhân trong tâm trạng tích cực cho thấy hiệu suất bị gián đoạn, ít nhất là khi có thông tin làm mất tập trung". Bài báo nói rằng những thứ khác trong quan điểm ngoại vi của họ có thể dễ dàng phân tâm những người có tâm trạng tốt; một ví dụ về điều này sẽ là nếu bạn đang cố gắng học tập trong thư viện (xem xét bạn đang ở trong một tâm trạng tích cực), bạn thấy mọi người liên tục đi bộ xung quanh hoặc tạo ra những tiếng động nhỏ. Nghiên cứu này về cơ bản nói rằng nó sẽ khó khăn hơn cho tâm trạng tích cực để tập trung vào nhiệm vụ trước mắt. Đặc biệt, những người hạnh phúc có thể nhạy cảm hơn với những hậu quả tích cực của xử lý thông điệp hơn những người buồn. Vì vậy, tâm trạng tích cực được dự đoán sẽ dẫn đến giảm chế biến chỉ khi suy nghĩ về thông điệp là tâm trạng đe dọa. Trong khi đó, nếu xử lý thông điệp cho phép một người duy trì hoặc nâng cao trạng thái dễ chịu thì tâm trạng tích cực không cần phải dẫn đến mức độ giám sát thông điệp thấp hơn so với tâm trạng tiêu cực. Người ta cho rằng thông tin ban đầu liên quan đến nguồn hoặc xác nhận hoặc không xác nhận kỳ vọng phù hợp tâm trạng. Cụ thể, một tâm trạng tích cực có thể dẫn đến những kỳ vọng tích cực hơn liên quan đến sự tin cậy nguồn hoặc khả năng thích nghi hơn là một tâm trạng tiêu cực. Kết quả là, mọi người trong một tâm trạng tích cực sẽ ngạc nhiên hơn khi họ gặp phải một nguồn không đáng tin cậy hoặc nguồn gây ác cảm hơn là một nguồn đáng tin cậy hoặc tạo thiện cảm.

### Tâm trạng tiêu cực
Giống như tâm trạng tích cực, tâm trạng tiêu cực có ý nghĩa quan trọng đối với sức khỏe tâm thần và thể chất của con người. Tâm trạng là trạng thái tâm lý cơ bản có thể xảy ra như một phản ứng đối với một sự kiện hoặc có thể trồi lên bề mặt dù không có nguyên nhân bên ngoài rõ ràng. Vì không có đối tượng cố ý gây ra tâm trạng tiêu cực nên nó không có ngày bắt đầu và ngày ngừng cụ thể. Nó có thể kéo dài hàng giờ, ngày, tuần hoặc lâu hơn. Tâm trạng tiêu cực có thể thao túng cách các cá nhân diễn giải và biên dịch thế giới xung quanh họ, và cũng có thể điều khiển hành vi của họ.
Tâm trạng tiêu cực có thể ảnh hưởng đến sự phán xét của một cá nhân và nhận thức về các đối tượng và sự kiện. Trong một nghiên cứu được thực hiện bởi Niedenthal và Setterland (1994), nghiên cứu cho thấy rằng các cá nhân được điều chỉnh để cảm nhận những điều đồng hành với tâm trạng hiện tại của họ. Tâm trạng tiêu cực, chủ yếu là cường độ thấp, có thể kiểm soát cách con người cảm nhận các đối tượng và sự kiện đồng cảm xúc cảm. Ví dụ, Niedenthal và Setterland sử dụng âm nhạc để tạo ra tâm trạng tích cực và tiêu cực. Âm nhạc buồn được sử dụng như một tác nhân kích thích để tạo ra những tâm trạng tiêu cực, và những người tham gia đánh dấu những thứ khác là tiêu cực. Điều này chứng minh rằng tâm trạng hiện tại của con người có xu hướng ảnh hưởng đến bản án và nhận thức của họ. Những tâm trạng tiêu cực này có thể dẫn đến các vấn đề trong các mối quan hệ xã hội. Ví dụ, một quy định tâm trạng tiêu cực không thích nghi là một chiến lược hoạt động quá mức, trong đó các cá nhân trên kịch bản cảm xúc tiêu cực của họ để kích động hỗ trợ và phản hồi từ những người khác và để đảm bảo sự sẵn có của họ. Loại điều trị tâm trạng tiêu cực thứ hai là một chiến lược vô hiệu hóa trong đó các cá nhân loại bỏ những cảm xúc tiêu cực và khoảng cách của bản thân khỏi những người khác để tránh thất vọng và lo lắng gây ra bởi sự không sẵn có của người khác.
Tâm trạng tiêu cực đã được kết nối với sầu thảm, lo lắng, hung hăng, giảm lòng tự trọng, căng thẳng sinh lý và giảm kích thích tình dục. Ở một số cá nhân, có bằng chứng rằng tâm trạng chán nản hoặc lo lắng có thể làm tăng sự quan tâm tình dục hoặc kích thích. Nói chung, đàn ông có nhiều khả năng hơn phụ nữ để báo cáo tình dục tăng lên trong tình trạng tâm trạng tiêu cực. Tâm trạng tiêu cực được gắn nhãn là không có cấu trúc vì nó có thể ảnh hưởng đến khả năng xử lý thông tin của một người; làm cho chúng chỉ tập trung vào người gửi thông điệp, trong khi những người có tâm trạng tích cực sẽ chú ý nhiều hơn đến cả người gửi và ngữ cảnh của thông điệp. Điều này có thể dẫn đến các vấn đề trong quan hệ xã hội với người khác.
Tâm trạng tiêu cực như lo lắng, thường dẫn các cá nhân hiểu sai các triệu chứng thể chất. Theo Jerry Suls, một giáo sư tại Đại học Iowa, những người đang chán nản và lo lắng thường có xu hướng quan tâm quá sốt sắng đến chính mình. Tuy nhiên, mặc dù tình trạng của một cá nhân có thể ảnh hưởng đến những thay đổi thể chất, những cá nhân này không phải là bị bệnh tưởng.